# وسلی اسنایدر
وسلی اسنایدر (۹ ژوئن ۱۹۸۴ در اوترخت) بازیکن بازنشسته فوتبال اهل هلند است.

## دوران باشگاهی

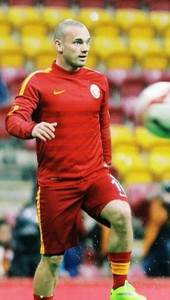
وسلی اسنایدر در تمرین پیش از بازی در گالاتاسرای

اسنایدر محصول جوانان آژاکس است او یک هافبک مرکزی بود که در رئال مادرید به عنوان یک هافبک تهاجمی بازی کرد. به وجود بازی‌های خوبی که برای رئال مادرید انجام داد سرانجام در سال ۲۰۰۹ و در آخرین دقایق نقل و انتقالات به اینتر پیوست و یکی از ارکان اصلی تیمش لقب گرفت. وی در سال ۲۰۱۲ پس از کش و قوص‌های فراوان از اینتر جدا شد و به گالاتاسرای پیوست و منچستر یونایتد مشتری سرسخت او بود. خود اسنایدر هم می‌خواست که به این باشگاه برود. وی بعدها اعلام کرد که اینترمیلان مانع از پیوستن او به شیاطین سرخ شد. او در سال ۲۰۱۷ به نیس پیوست. در سال ۲۰۱۸ به تیم الغرافه پیوست و تا سال ۲۰۲۰
در این تیم بازی کرد.

## تیم ملی
وسلی اسنایدر در  تیم ملی هلند یکی از نفرات تأثیر گذار بود و او ۱۳۴ بازی برای تیم ملی کشورش انجام داده‌است که در این بین ۳۱ گل زده‌است.
وی با تیم ملی هلند در تورنمنت‌های بزرگی نظیر جام جهانی ۲۰۰۶، یورو ۲۰۰۸، جام جهانی ۲۰۱۰، یورو ۲۰۱۲ و جام جهانی ۲۰۱۴ حضور داشت و در تمامی این مسابقات به میدان رفت و نمایش خوبی از خود به جا گذاشت.
وسلی اسنایدر به همراه تیم ملی هلند عنوان نایب قهرمانی جام جهانی ۲۰۱۰ را بدست آورد وی یکی از نفرات مهم و مفید در راه رسیدن به این عنوان بود و در تمامی مسابقات این تورنمنت به صورت فیکس به میدان رفت. وی با اینکه در پست هافبک بازی می‌کند و به عنوان آقای گلی جام جهانی ۲۰۱۰ به همراه توماس مولر، داوید ویا و دیگو فورلان رسید و در پایان عضو تیم منتخب جام جهانی ۲۰۱۰ قرار گرفت.
وی در جام جهانی ۲۰۱۴ عضو تیم ملی کشورش بود و در تمامی مسابقات به صورت فیکس به میدان رفت و بازی‌های خوبی از خود به نمایش گذاشت و در پایان با تیم ملی هلند به مقام سوم این مسابقات رسید.
وسلی اسنایدر با ۱۳۴ بازی ملی رکورد دار بازی ملی برای  تیم ملی هلند است.

## زندگی شخصی
او مدتی را در تورهای مسافرتی به عنوان لیدر کار کرده‌است.